# ناتالیا کوت
ناتالیا کوت (لهستانی: Natalia Kot؛ زادهٔ ۲۹ ژوئن ۱۹۳۸) ژیمناست هنری زن اهل لهستان بود.